# Galvanisk cell

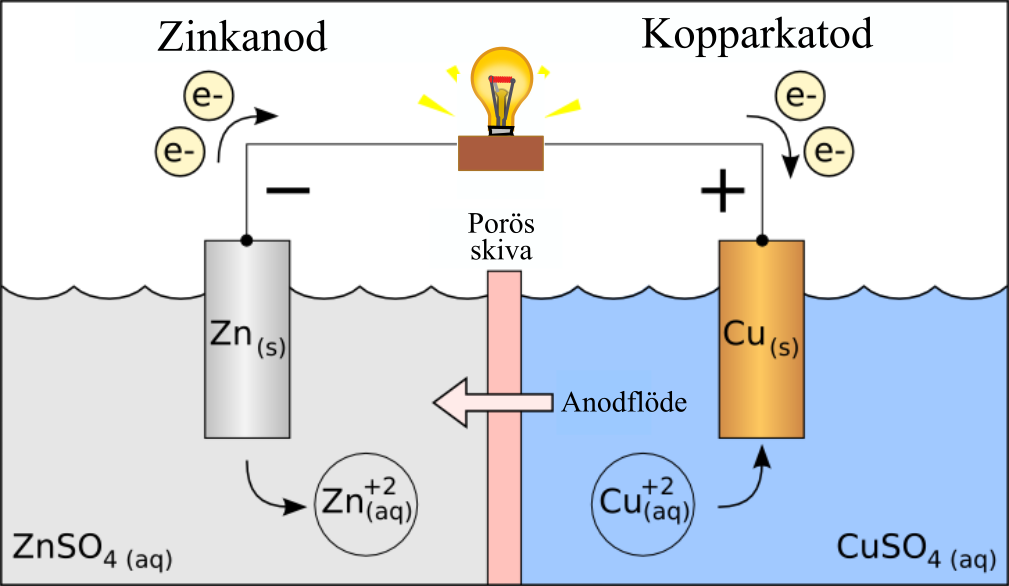
Galvanisk cell

En galvanisk cell är en elektrokemisk cell som själv genererar elektrisk spänning mellan elektroderna. Cellen består av två olika elektroder och mellan dem en gemensam elektrolyt, alternativt två elektrolyter av olika sammansättning förbundna via en saltbrygga eller porös skiva. Saltbryggan eller den porösa skivan fungerar som strömledare mellan de två elektrolyterna (jonvandring) men förhindrar eller begränsar att de två olika elektrolyterna blandas med varandra. När cellen belastas (strömuttag) sker elektrokemiska reaktioner vid elektroderna som upprätthåller spänningen. Batterier är galvaniska celler. 
Ett återladdningsbart batteri (ackumulator) är också en galvanisk cell men verkar vid uppladdningen som en elektrolytisk cell. Även bränsleceller  är galvaniska celler. Där tillförs exempelvis vätgas (H2) eller annat bränsle anoden (den negativa polen) och syrgas O(2) eller luft tillförs katoden (den positiva polen) för att generera elektrisk energi.
Ett exempel på galvanisk cell med olika elektrolyter visas i figuren bredvid. Elektrolyterna är lösningar av ZnSO4 respektive CuSO4. I lösningarna finns var sin metallremsa, zink och koppar. Mellan de två lösningarna finns en saltbrygga eller en porös skiva som förbinder de två lösningarna och tillåter joner såsom SO42−-joner att passera från kopparlösningen till zink-lösningen, ett anjonflöde. En yttre elektronledare (det vill säga vanligtvis en en metall) och en lampa sluter den elektriska kretsen. Den elektriska strömmens riktning är motsatt elektronernas och sulfatjonernas riktning. Cellspänningen kan beräknas ur normalpotentialerna för zink respektive koppar om övriga standardbetingelser uppfylles, bland annat att zink- och kopparkoncentrationerna motsvarar aktivitetsvärdena 1. 
Cu2+ + 2e- ⇌ Cu: E0 = +0,337 V
Zn2+ + 2e- ⇌ Zn: E0 = −0,763 V
Elektromotorisk spänning är således +0,34 - (-0,76) = 1,10 V för den övergripande reaktionen
Cu2+ + Zn ⇌ Cu + Zn2+